# František Moravec
František Moravec (ur. 23 lipca 1895 w Čáslaviu, zm. 26 lipca 1966 w Waszyngtonie) – czechosłowacki oficer, szef czechosłowackiego wywiadu wojskowego w czasie II wojny światowej.

## Życiorys
Studiował na czeskim Uniwersytecie Karola, gdzie był studentem Tomáša Masaryka. Wcielony do armii austro-węgierskiej walczył na froncie galicyjskim I wojny światowej. W 1916 oddał się wraz z całym batalionem do niewoli rosyjskiej. Przetrzymywany w oficerskim obozie jenieckim w Carycynie. W 1916 zmienił front, wstępując do organizowanego w Odessie Legionu Serbskiego. Walczył w Dobrudży, gdzie został ranny. Przeszedł do formowanych oddziałów czechosłowackich. Po rewolucji lutowej ewakuowany przez Archangielsk do Wlk. Brytanii a potem do Francji w pierwszej grupie Legionu Czechosłowackiego walczył pod Verdun, następnie na froncie bałkańskim koło Salonik, a w 1918 na froncie włoskim (m.in. bitwie nad Piawą). Po repatriacji Legionu walczył przeciwko Węgierskiej Republice Rad.
Wrócił do Czech w otoczeniu Masaryka. Po zakończeniu działań wojennych pozostał w służbie wojskowej jako oficer zawodowy. W latach 1925–1928 ukończył praską Szkołę Wojenną ze stopniem majora. Z końcem 1929 został szefem wywiadu Krajowego Dowództwa Wojskowego w Pradze, gdzie pracował do 1934 roku, gdy w stopniu podpułkownika przeszedł do Sztabu Generalnego na stanowisko szefa sekcji badań oddziału II sztabu generalnego. Latem tego roku udał się do Paryża, gdzie spotkał się z Louisem Rivetem z francuskiej służby wywiadu i płk. Gauchem. Nawiązał również bliskie kontakty z szefem szwajcarskich tajnych służb.
Po zwrocie w czechosłowackiej polityce zagranicznej i podpisaniu układu z ZSRR, latem 1936 roku Moravec podpisał w Moskwie z Siemionem Urickim, szefem wywiadu wojskowego Razwiedupru umowę o wymianie informacji wywiadowczych.
W 1937 roku nawiązał współpracę z Paulem Thümmelem z Abwehry. Thummel przez 5 lat był czechosłowackim agentem pod kryptonimem A-54. W 1938 roku został szefem Wydziału Wywiadowczego.
Od stycznia 1939 faktyczny szef II oddziału SG. Za sprawą A-54 poznał niemieckie plany wkroczenia do okrojonej Czechosłowacji. Dzięki kontaktom z wywiadem brytyjskim w Pradze 14 marca 1939 roku – tuż przed wkroczeniem wojsk niemieckich – na pokładzie wyczarterowanego samolotu Moravec z 10 najbliższymi współpracownikami bez rodzin ewakuował do Wielkiej Brytanii, zabierając ze sobą najcenniejsze archiwa wywiadu czechosłowackiego. W czasie II wojny światowej bliski współpracownik Edvarda Benesza i szef wywiadu wojskowego emigracyjnych władz czechosłowackich.
Z zagranicy utrzymywał kontakty z grupami oporu w kraju, m.in. trzema królami. Odegrał ważną rolę w planowaniu zamachu na Reinharda Heydricha w Czechosłowacji. Za zasługi dla alianckiego wywiadu w II wojnie światowej został odznaczony amerykańską Legią Zasługi oraz Orderem Imperium Brytyjskiego.
Po wojnie powrócił do Czechosłowacji, obejmując dowództwo 14 Dywizji Piechoty w Mladá Boleslav. Po przewrocie komunistycznym w lutym 1948 uciekł z kraju do Niemiec. Do 1954 żył w Niemczech prowadząc działalność przeciw rządom komunistycznym w kraju we współpracy ze służbami amerykańskimi. Zmarł w Stanach Zjednoczonych, gdzie mieszkał pod koniec życia.
W 1975 roku ukazała się jego autobiografia: Master of Spies  wydana przez córkę.

## Książki
- Master of Spies: the Memoirs of General Frantisek Moravec. Garden City, NY: Doubleday & Company, 1975. ISBN 0-385-08585-0.